# Вернон Волтерс
Вернон Ентоні Волтерс (англ. Vernon A. Walters; 3 січня 1917, Нью-Йорк, США — 10 лютого 2002, Вест-Палм-Біч, Флорида, США) — американський державний діяч і дипломат. Постійний представник США при ООН (1985—1989).

## Життєпис
Народився в сім'ї британського страхового агента, який перебрався до Європи у 1923 році. Володів здібностями до іноземних мов, коли його сім'я переїхала в США в 1934 році, він говорив французькою, італійською, іспанською та німецькою. У підсумку він опанував 7 мовами. Під час Другої світової війни служив у розвідувальних підрозділах в Марокко, був ад'ютантом генерала Марка Кларка, командувача сил США в Італії. Був перекладачем президента Гаррі Трумена на кількох повоєнних конференціях.
На початку 1950-х допомагає Авереллу Гарріману під час його дипмісій у Корею, Іран. У 1953 р. брав участь у військовому перевороті, що закінчився відновленням шахського режиму в Ірані, організованому ЦРУ. У 1956—1960 рр. був штатним помічником президента Дуайта Ейзенхауера. У 1958 р. був перекладачем віцепрезидента Річарда Ніксона під час туру «доброї волі» по Південній Америці, коли в Каракасі розлючений натовп закидав камінням їхній автомобіль.
У 1962 році його направляють до Бразилії, коли в бразильській армії зростало обурення реформістським режимом президента Жуана Гуларта. Він з точністю до дати передбачив майбутній військовий переворот, який очолив його армійський друг генерал Кастело Бранко. Це спровокувало уявлення про причетність Волтерса до подій.
Під час в'єтнамської війни він стає військовим аташе в посольстві США в Парижі. На цій посаді неодноразово організовував таємні переговори держсекретаря Генрі Кіссинджера з представниками Північного В'єтнаму. У 1972 р. президент Річард Ніксон призначає Волтерса заступником директора ЦРУ. Його вважають причетним до розробки військового перевороту, що повалив реформістський уряд Бразилії в 1964 р., і до падіння уряду Сальвадора Альєнде в Чилі у 1973 році. У 1976 році, коли два агенти DINA вбили в Вашингтоні колишнього міністра оборони в уряді Альєнде — Орландо Летельєра, ім'я Волтерса було виявлено в їхніх паперах. Однак розслідування не змогло підтвердити провини високопоставленого американського розвідника.
Після приходу до влади адміністрації Джиммі Картера він звільняється в званні генерал-лейтенанта і переходить на роботу в транснаціональний нафтовий картель. У травні 1981 р., повернувшись на держслужбу при президенті Рейгані, він рекомендує відновити допомогу США Гватемалі — на той період одному з найбільш тоталітарних режимів у західній півкулі.
У 1985—1989 рр. — постійний представник США при ООН, його кандидатура зустріла невдоволення країн, що розвиваються, в 1988—1991 рр. — посол США в ФРН, активно сприяв об'єднанню Німеччини.
Пішовши у відставку, зайнявся написанням мемуарів. Його ім'я увічнене в Залі слави військової розвідки США.